# Ingolf Max
Ingolf Max (* 20. März 1957) ist ein deutscher Philosoph und Logiker.

## Leben
Ingolf Max stammt aus einer Leipziger Musikerfamilie. Nach Abitur (1975) und Wehrdienst absolvierte er von 1978 bis 1982 sein Studium in den Fachbereichen Philosophie, Logik und Geschichte an der Martin-Luther-Universität Halle-Wittenberg. Im Jahr 1986 erlangte er seinen Doktortitel (Promotion A) mit einer Dissertation zum Thema Präsuppositionen: Ein Überblick über die logischen Darstellungsweisen und Vorschläge zu ihrer logischen Explikation mittels Funktorenvariablen. Seine akademische Laufbahn umfasst Forschungs- und Lehrtätigkeiten in verschiedenen Städten, darunter Halle, Jena, Leipzig, Berlin, Wuppertal, Konstanz, Prag sowie mehreren Standorten in den USA und Brasilien.  Im Jahr 1999 habilitierte er sich mit der Schrift Mehrdimensionalität und Widerspruch. Logische Untersuchungen zur Philosophie, Wissenschaftstheorie und Linguistik. Seit 2003 ist er apl. Professor für Logik und Analytische Philosophie an der Universität Leipzig. Er ist Mitglied der Sächsischen Akademie der Wissenschaften zu Leipzig.

## Publikationen
- mit Werner Stelzner (Hrsg.): Logik und Mathematik: Frege-Kolloquium Jena 1993. De Gruyter, 1995, ISBN 978-3-11-014545-8
- mit Richard Raatzsch, Peter Philipp (Hrsg.): Logisch-philosophische Untersuchungen. De Gruyter, 1998, ISBN 978-3-11-016262-2
- Traditionelle und moderne Logik. Leipziger Uni-Verlag, 2003, ISBN 978-3-935693-59-2
- mit Jens Lemanski (Hrsg.): Historia Logicae and its Modern Interpretation. College Publications, 2023, ISBN 978-1-84890-408-8